# Spilosoma maracandica
Spilosoma maracandica är en fjärilsart som beskrevs av Adalbert Seitz 1910. Spilosoma maracandica ingår i släktet Spilosoma och familjen björnspinnare. Inga underarter finns listade i Catalogue of Life.